# Dinastia tughlúquida
La dinastia tughlúquida (o dels tughlúquides) fou una nissaga que va governar el sultanat de Delhi del 1320 al 1412. Va tenir els següents sultans:
- Ghiyath-ad-Din Tughluq, 1320-1325
- Muhàmmad ibn Tughluq, 1325-1351
- Mahmud Shah I Tughluk, març de 1351
- Firuz Xah Tughluq, 1351-1388
- Ghiyath-ad-Din Tughluq (II), 1388-1389
- Abu-Bakr Tughluq, 1389-1389/1390
- Muhammad-Xah Tughluq, 1389/1390-1393
- Sikandar-Xah Tughluq, març-abril de 1393
- Nàssir-ad-Din Mahmud Xah Tughluq, 1393-1395, en disputa 1395-1399, nominal 1399-1401, sultà sol 1401-1412
- Nusrat-Xah Tughluq, 1395-1399, oposat a l'anterior
- Dawlat-Khan Lodi, 1412-1414

## Genealogia
- Tughluq
  - Ghiyath-ad-Din Tughluq
    - Muhàmmad ibn Tughluq
      - Ghiyath al-Din Mahmud Shah I Tughluk

    - Zafar Khan
    - Mahmud Khan
    - Nusrat Khan
    - Mubarak Khan
    - Masud Khan

  - Radjab
    - Firuz Xah Tughluq
      - Firuz Khan
        - Fath Khan
          - Ghiyath-ad-Din Tughluq (II)
          - Nusrat-Xah Tughluq

      - Zafar Khan
        - Abu-Bakr Tughluq

      - Nasir al-Din Muhammad-Xah Tughluq
        - Ala al-Din Sikandar-Xah Tughluq
        - Nàssir-ad-Din Mahmud Xah Tughluq
          - Kadir Khan

      - Shadi Khan

    - Kutb al-Din
    - Fakhr al-Din